# Villa San Martín, Mexiko
Villa San Martín är en ort i Mexiko.   Den ligger i kommunen Coatzacoalcos och delstaten Veracruz, i den sydöstra delen av landet, 500 km öster om huvudstaden Mexico City. Villa San Martín ligger 21 meter över havet och antalet invånare är 420.
Terrängen runt Villa San Martín är mycket platt. Havet är nära Villa San Martín åt nordost. Runt Villa San Martín är det tätbefolkat, med 530 invånare per kvadratkilometer. Närmaste större samhälle är Coatzacoalcos, 11,2 km öster om Villa San Martín. 